# Тудор (фильм)
«Тудор» (рум. Tudor) — румынский двухсерийный исторический чёрно-белый, широкоэкранный художественный фильм 1962 года, снятый режиссёром Лучианом Брату.
Премьера фильма состоялась 18 ноября 1963 года. На 31 декабря 1989 года в Румынии фильм посмотрели 11 411 018 зрителей.

## Сюжет
Действие фильма охватывает события с 1812 по 1821 год. Биографический фильм рассказывает о легендарном герое румынского народа Тудоре Владимиреску, руководителе Валашского восстания, поднявшем народ на борьбу за свою свободу и независимость против Османской империи.

## В ролях
- Эманоил Петруц — Тудор Владимиреску (дубляж — Феликс Яворский)
- Джордже Врака — Григоре Брынковяну, великий бан Крайовы (дубляж — Алексей Консовский)
- Александру Джугару — Николае Глоговяну (дубляж — Евгений Весник)
- Лика Георгиу — Аристита (дубляж — Нина Зорская)
- Гео Бартон — Бенеску (дубляж — Владимир Балашов)
- Ольга Тудораке — госпожа Шуцу (дубляж — Галина Фролова)
- Амза Пелля — Гырбя (дубляж — Виктор Авдюшко)
- Йон Бесою — Зойкан (дубляж — Владислав Ковальков)
- Йон Дикисяну — Оарка (дубляж — Алексей Сафонов)
- Эрнест Мафтей — Пырву (дубляж — Иван Рыжов)
- Петре Георгиу — Дину (дубляж — Юрий Саранцев)
- Сорин Лепа
- Василе Константинеску
- Александру Деметриад
- Симион Негрилэ
- Константин Курицэ
- Василе Иким — Студент-инженер Тудор Поэнару
- Луминита Якубеску — Тункуца, дочь Пырву (дубляж — Эльза Леждей)
- Фори Этерле — Рашид Паша (дубляж — Михаил Глузский)
- Тома Димитриу — Митрополит (дубляж — Сергей Курилов)
- Джордже Марута — Александр Ипсиланти, руководитель Греческой революции
- Ману Недеяну
- Александру Азоицей
- Бенедикт Дабижа — усатый повстанец
- Дан Николае
- Корнелиу Гырбя
- Василе Динеску
- Думитру Димитриу
- Флорин Скэрлэтеску — казначей
- Джео Майкан
- Мирча Балабан
- Минел Клепер
- Аркадие Донос
- Константин Лунджеану — крестьянин из Олта, отец Гырбеа.
- Йон Порсилэ
- Дину Янкулеску
- Теди Думитру
- Боб Кэлинеску
- Дем Никулеску
- Жан Лорин Флореску — адъютант империтора Александра I
- Сорин Габор
- Михай Бадиу
- Тудорел Попа
- Эмиль Боздогеску
- Нуку Пэунеску — кузнец, присоединившийся к армии Тудора Владимиреску
- Михай Пэлэдеску — епископ Иларион
- Георге Гама
- Изабела Габор
- Манеа Энаке
- Евгения Эфтимие
- Ал. Василиу

## Награды
- Номинировался на Международном кинофестивале в Корке (Ирландия, 1964)
- В 1964 году на Кинофестивале в Мар-дель-Плата (Аргентина) режиссёр Лучиан Брату отмечен специальным призом жюри.
- Тогда же на Кинофестивале в Мар-дель-Плата был номинирован в международном конкурсе на лучший фильм 1964 года.